# Schanna Jurjewna Kaschtschejewa
Schanna Jurjewna Kaschtschejewa (russisch Жанна Юрьевна Кащеева, wiss. Transliteration Žanna Jur'evna Kaščeeva * 27. Juli 1982 in Brjansk, RSFSR, Sowjetunion) ist eine ehemalige russische Leichtathletin, die sich auf den Sprint spezialisiert hat.

## Sportliche Laufbahn
Schanna Kaschtschejewa trat nur bei den Halleneuropameisterschaften 2007 in Birmingham in Erscheinung und gewann dort mit der russischen 4-mal-400-Meter-Staffel in 3:28,16 min gemeinsam mit Olesja Sykina, Natalja Iwanowa und Natalja Antjuch die Silbermedaille hinter dem belarussischen Team.
2007 wurde Kaschtschejewa russische Hallenmeisterin im 400-Meter-Lauf.

## Persönliche Bestleistungen
- 400 Meter: 51,04 s, 1. August 2007 in Tula
  - 400 Meter (Halle): 52,04 s, 9. Februar 2007 in Wolgograd